# 富山県道73号高岡青井谷線
富山県道73号高岡青井谷線（とやまけんどう73ごう たかおかあおいだにせん）は、富山県高岡市から射水市まで結ぶ県道（主要地方道）である。

## 概要

### 路線データ
- 起点：富山県高岡市館川町（館川町交差点、富山県道58号高岡小杉線交点）
- 終点：富山県射水市青井谷（金山小学校前交差点・国道472号交点）

## 歴史
- 1993年（平成5年）5月11日 - 建設省から、県道高岡大門線・県道総野宮ケ谷大門線の一部が高岡青井谷線として主要地方道に指定される[1]。

## 路線状況

### 重複区間
- 富山県道11号新湊庄川線（射水市大門・大門総合会館交差点 - 射水市二口）

### 橋梁
- 大門大橋（射水市枇杷首 - 射水市大門）

## 地理

### 通過する自治体
- 高岡市
- 射水市

### 交差する道路
- 富山県道58号高岡小杉線（高岡市駅南・館川町交差点、起点）
- 富山県道57号高岡環状線（高岡市蓮花寺・蓮花寺交差点）
- 富山県道243号能町枇杷首線（射水市枇杷首・枇杷首交差点）
- 富山県道322号八町大門線（射水市二口）
- 富山県道352号広上大門新線（射水市大門・錦町交差点）
- 富山県道11号新湊庄川線（射水市大門・大門総合会館交差点）
- 富山県道11号新湊庄川線（射水市二口）
- 富山県道236号小杉大門線（射水市中村）
- 富山県道58号高岡小杉線（射水市市井・市井交差点）
- 富山県道9号富山戸出小矢部線（射水市市井・生源寺南交差点）
- 富山県道367号串田新黒河線（射水市青井谷）
- 国道472号（射水市青井谷・金山小学校前交差点、終点）